# Borgo Vodice
Borgo Vodice è una frazione del comune di Sabaudia, nella provincia di Latina, nel Lazio.
Si tratta di una città di fondazione realizzata come "borgo di servizio" durante la bonifica delle paludi pontine da parte del governo fascista. Il centro abitato sorge su un'area totalmente rurale e a vocazione agricola.

## Storia

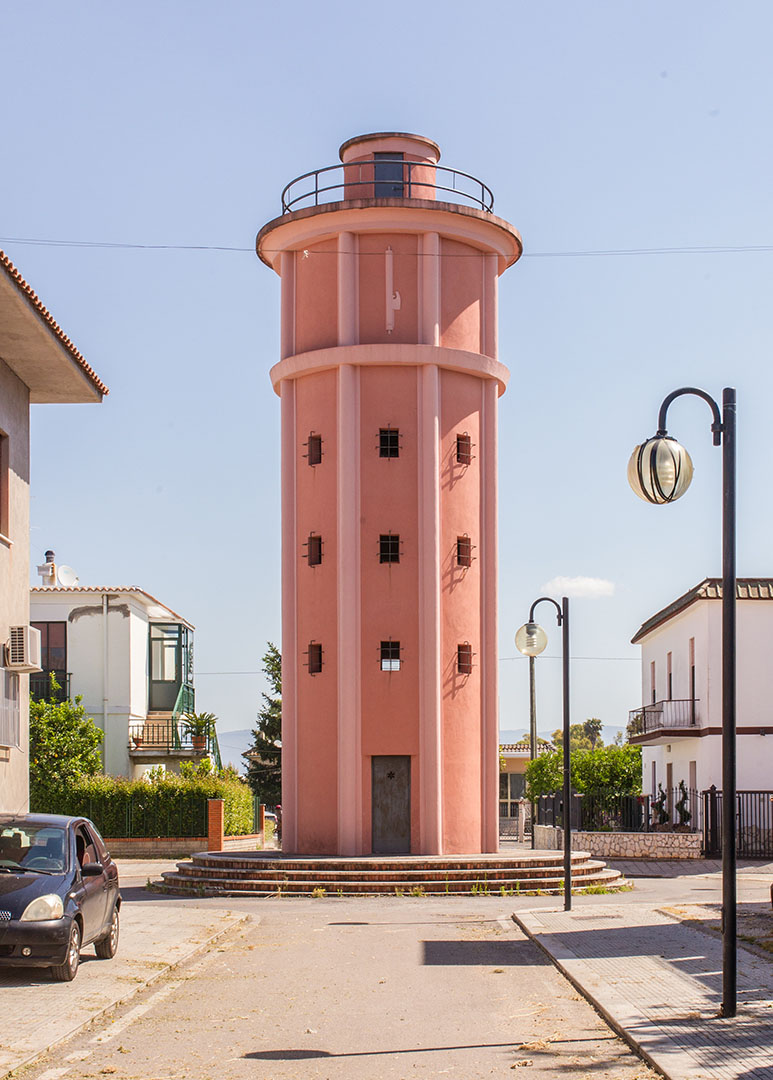
Il serbatoio

## Feste e sagre
- Festa di Cristo Re (agosto)
- Sagra della Bufala (giugno)
- Rievocazione Storica dell'Aratura (ultimo fine settimana di giugno)
- Incontro Gastronomico dell'Agro (2ª domenica di luglio)
- Presepe Vivente (Dicembre)